# Burbank, Washington
Burbank är en ort i Walla Walla County i delstaten Washington, USA.